# Pär Lindgren
Pär Lindgren, född 16 januari 1952 i Göteborg, är en svensk tonsättare och kompositionspedagog. 
Lindgren studerade komposition vid Kungliga Musikhögskolan i Stockholm (KMH) på 1970-talet för bland andra Gunnar Bucht och Lars-Gunnar Bodin. 
Han har sedan 1980 undervisat vid KMH och var professor i komposition där från 1998 till 2008. Därefter har han återgått till att vara lektor. 

## Priser och utmärkelser
- 1987 – Mindre Christ Johnson-priset för Shadowes that in Darknesse Dwell
- 1996 – Stora Christ Johnson-priset för Oaijé
- 1999 – Ledamot nr 931 av Kungliga Musikaliska Akademien
- 2004 – Rosenbergpriset

## Verk (urval)
- Elektrisk musik 1978
- Rummet 1980
- Shadows that in Darkness Dwell: A Fantasy on a Song by John Dowland 1982–1983
- Bowijaw for String Orchestra 1984
- Fragments of a Circle 1989
- Guggi-Guggi for Trombone and Tape 1990–1991
- Oaijé : Lines & Figurations 1992–1993
- Sea Cuts 1995
- Islands 1997
- Metamorphose I : The Cockroach 1985/1999
- Cheshire Figurations 2003
- Sirens(s) 2006–2007

## Diskografi
- 1986 – Electronic Music (FYLP 1032)
- 1992 – Fragment of a Circle (PSCD 21)